# Лири, Скотт
Джон Скотт Лири (англ. John Scott Leary; 29 декабря 1881, Шаста, Калифорния — 1 июля 1958, Сан-Франциско) — американский пловец, серебряный и бронзовый призёр летних Олимпийских игр 1904.
На Играх 1904 в Сент-Луисе Лири участвовал в двух заплывах, и в каждом из них выиграл медаль. В гонке на 50 ярдов вольным стилем он получил серебряную награду, а на 100 ярдов вольным стилем стал бронзовым призёром.